# Élections régionales de 2024 dans les Açores
Les élections régionales de 2024 (en portugais : Eleições legislativas regionais nos Açores em 2024) se déroulent le 4 février 2024 dans les Açores afin d'élire les 57 députés de l'Assemblée législative.
Devant initialement se tenir à l'automne 2024, elles sont anticipées au 4 février de la même année après le rejet, en novembre 2023, du budget régional pour 2024. À la suite de ce rejet, le président de la République portugaise, Marcelo Rebelo de Sousa, décide de dissoudre l'Assemblée législative.
Les partis du gouvernement sortant, le Parti social-démocrate, le CDS – Parti populaire et le Parti populaire monarchiste, se présentent aux urnes sur une liste unique. Cette dernière arrive largement en tête, sans pour autant réunir la majorité absolue des sièges, ce qui amène le Président du gouvernement sortant, José Manuel Bolieiro, à reconduire son gouvernement minoritaire. 

## Résultats
|                          |                                          |         |       |      |        |               |  |  |  |
| Partis                   | Partis                                   | Voix    | %     | +/-  | Sièges | +/-           |  |  |  |
|                          | PSD/CDS/PPM                              | 48 668  | 42,08 | 0,38 | 26     | en stagnation |  |  |  |
|                          | Parti socialiste (PS)                    | 41 538  | 35,91 | 3,22 | 23     | 2             |  |  |  |
|                          | Chega (CH)                               | 10 626  | 9,19  | 4,13 | 5      | 3             |  |  |  |
|                          | Bloc de gauche (BE)                      | 2 936   | 2,54  | 1,27 | 1      | 1             |  |  |  |
|                          | Initiative libérale (IL)                 | 2 482   | 2,15  | 0,22 | 1      | en stagnation |  |  |  |
|                          | Personnes–Animaux–Nature (PAN)           | 1 907   | 1,65  | 0,28 | 1      | en stagnation |  |  |  |
|                          | Coalition démocratique unitaire (CDU)    | 1 823   | 1,58  | 0,10 | 0      | en stagnation |  |  |  |
|                          | LIBRE (L)                                | 735     | 0,64  | 0,29 | 0      | en stagnation |  |  |  |
|                          | Ensemble pour le peuple (JPP)            | 625     | 0,54  | Nv.  | 0      | en stagnation |  |  |  |
|                          | Alternative démocratique nationale (ADN) | 381     | 0,33  | Nv.  | 0      | en stagnation |  |  |  |
|                          | Alternative 21                           | 4       | 0,00  | 0,56 | 0      | en stagnation |  |  |  |
|                          |                                          |         |       |      |        |               |  |  |  |
| Suffrages exprimés       | Suffrages exprimés                       | 111 725 | 96,60 |      |        |               |  |  |  |
| Votes blancs             | Votes blancs                             | 2 522   | 2,18  |      |        |               |  |  |  |
| Votes invalides          | Votes invalides                          | 1 415   | 1,22  |      |        |               |  |  |  |
| Total                    | Total                                    | 115 662 | 100   | –    | 57     | en stagnation |  |  |  |
| Abstentions              | Abstentions                              | 114 168 | 49,67 |      |        |               |  |  |  |
| Inscrits / participation | Inscrits / participation                 | 229 830 | 50,33 |      |        |               |  |  |  |

## Analyse et conséquences
La liste unique réunissant Parti social-démocrate, le CDS – Parti populaire et le Parti populaire monarchiste, sous l'égide du Président du gouvernement sortant, José Manuel Bolieiro, progresse légèrement en termes de voix et arrive largement en tête. La coalition tripartite stagne cependant en termes de sièges, échouant à trois sièges près d'obtenir la majorité absolue. Les résultats de deux autres partis de droite, Initiative libérale (IL) et Chega (CH), qui obtiennent respectivement un et cinq sièges, amènent José Manuel Bolieiro à annoncer la reconduite de son gouvernement minoritaire. Constatant l'hétérogeneité politique des formations de l'opposition, celui ci se montre confiant dans la capacité de son gouvernement à se maintenir et faire voter le budget malgré sa majorité relative, et déclare notamment que l'opposition devra « assumer ses responsabilités » dans le cas contraire.